# Кохел ам Зе
Кохел ам Зе (њем. Kochel am See) општина је у њемачкој савезној држави Баварска. Једно је од 21 општинског средишта округа Бад Телц-Волфратсхаузен. Према процјени из 2010. у општини је живјело 4.129 становника. Посједује регионалну шифру (AGS) 9173133.

## Географски и демографски подаци
Кохел ам Зе се налази у савезној држави Баварска у округу Бад Телц-Волфратсхаузен. Општина се налази на надморској висини од 605 метара. Површина општине износи 80,1 km². У самом мјесту је, према процјени из 2010. године, живјело 4.129 становника. Просјечна густина становништва износи 52 становника/km².